# Chase Williamson
Chase Williamson (né le 7 juillet 1988) est un acteur et producteur américain. Il est connu principalement pour avoir interprété David Wong dans John Dies at the End (2012), film inspiré du roman éponyme.

## Jeunesse
Williamson est né à Coral Springs, Floride en 1988. Durant sa jeunesse, il déménagea de Coral Springs à San Diego, puis encore pour le Texas. Pendant le lycée, il participa au speech tournaments, compétition(s) d'acteurs amateurs face à d'autres concurrents et il commença à suivre la voie du métier d'acteur.
Ayant joué au théâtre pendant la majeure partie de sa vie, il s'inscrivit à l'Université de Californie du Sud (University of Southern California) en théâtre avec comme intention de devenir acteur professionnel.

## Source de la traduction
- (en) Cet article est partiellement ou en totalité issu de l’article de Wikipédia en anglais intitulé « Chase Williamson » (voir la liste des auteurs).